# 範疇O
範疇O是半單李代數的模（或者推廣到Kac-Moody代數的模）構成的範疇。最初由 I. N. Berstein、S. I. Gelfand 和伊斯拉埃爾·蓋爾范德在《泛函分析和它的應用》期刊上的一篇文章提出，用来演釋Weyl特徵公式。

## g 是Kac-Moody代數
g 是 Kac-Moody 代數
h 是 Cartan 子代數
範疇O 由这些 g-模 V 構成：
V 可以h-對角化(h-diagonalisable)
V 的權 P(V) 被有限粒 li∊h* 產生的 D(li)={ μ∊h* : μ ≤λ }夹着。